# Chiesa di Santa Maria a Vicchiomaggio
La chiesa di Santa Maria a Vicchiomaggio è un luogo di culto cattolico situato nel comune di Greve in Chianti, vicino al Castello di Vicchiomaggio, sulla riva destra del torrente Greve.

## Storia e descrizione
La chiesa ha avuto alcune ristrutturazioni nel corso degli anni; nella piccola finestra della sua abside essa presenta una lieve dicromia. L'interno della chiesa ha una sola navata.
Nel Museo di San Francesco si trova una campana in bronzo appartenente a questa chiesa. La campana reca un'iscrizione in caratteri gotici per la Vergine e la data incisa è quella del 1312. Sull'occhiello della presa è visibile un giglio, che dimostra la produzione fiorentina dell'opera.